# مرثیه (فیلم ۲۰۰۶)
مرثیه (انگلیسی: Requiem) فیلمی در ژانر درام به کارگردانی هانس-کریستیان اشمیت است که در سال ۲۰۰۶ منتشر شد. از بازیگران آن می‌توان به زاندرا هولر اشاره کرد.